# The Caveman’s Valentine
The Caveman’s Valentine ist ein US-amerikanisches Filmdrama von Kasi Lemmons aus dem Jahr 2001. Das Drehbuch schrieb George Dawes Green anhand des eigenen Romans.

## Handlung
Der Pianist Romulus Ledbetter ist ein Obdachloser. Er lebt in einer Höhle in einem Park und wird von Wahnvorstellungen geplagt. So glaubt er, dass Cornelius Gould Stuyvesant von der Spitze des Chrysler Building Strahlen sendet, die die Menschen unterwürfig machen.
Die Anfangsszene zeigt Romulus im Streit mit einem Ordnungshüter und mehreren Jugendlichen, von denen er auch beschimpft wird. Er flieht und läuft an einem Plakat vorbei, das den berühmten Fotografen David Leppenraub zeigt und auf das „Help me“ (Englisch für „Hilf mir“) geschrieben wurde.
In der Nähe der Höhle wird am Valentinstag die Leiche von Scotty Gates entdeckt. Die Behörden – darunter die Tochter des Pianisten Lulu – glauben an die natürliche Ursache des Todes. Romulus Ledbetter wird aber von Matthew überzeugt, dass Scotty Gates von dem berühmten Fotografen David Leppenraub ermordet wurde. Er trifft zufällig Bob, der ihm aufgrund seines Könnens am Klavier einen Anzug schenkt. Mithilfe eines alten Freundes erhält er eine Einladung zu einem Empfang auf Leppenraubs Landgut, wo er Klavier spielen soll. Nach einer Besichtigung von Leppenraubs Ausstellungsraum ist er in seinem Verdacht Leppenraub gegenüber bestärkt. Außerdem unterhält er sich mit Joey Peasley, dem Gehilfen Leppenraubs, der seine Vermutungen bestätigt.
Während seines Auftritts bekommt er einen paranoiden Anfall und verlässt das Fest fluchtartig. Draußen angekommen, findet ein Anschlag auf ihn statt, bei dem er überfahren werden soll. Dies scheitert, und Romulus glaubt in dem Angreifer einen Gesichtslosen zu erkennen, die er als Stuyvesants Sklaven ansieht.
Romulus schläft in der darauffolgenden Nacht mit Moira, Leppenraubs Schwester, und kehrt am nächsten Morgen nach New York zurück in seine Höhle.
Er bricht ungesehen in Leppenraubs Farm ein und durchsucht dessen Lagerraum, wobei er auf ein Video stößt, das zeigt, wie Scotty von Leppenraub ermordet wird, und auf einen Kühlraum mit Fleischerhaken. Noch auf der Farm, in Moiras Zimmer, sieht er sich das Video an, wird dabei aber von Joey überrascht, der jedoch verspricht, über seine Anwesenheit Stillschweigen zu bewahren. Trotzdem wird er beinahe von Leppenraub entdeckt.
Ledbetter wird vor seiner Höhle überfallen und zur Herausgabe eines Videos gezwungen. Zu diesem Zweck ruft er seine Tochter an, angeblich, damit sie das Video vorbeibringt. Am Bestimmungsort angekommen, beginnt Romulus nach dem Video zu graben und findet auch eines, das er einem der zwei Entführer übergibt. Dieses Video ist das falsche, jedoch springt Lulu. Roms Tochter, hinter einem Baum hervor und eröffnet das Feuer, woraufhin einer der beiden Kidnapper schwer verletzt wird. Der andere erschießt seinen Komplizen und flieht. Romulus identifiziert den Toten als einen ihm bekannten Drogendealer.
Romulus erhält von Lulu den Autopsiebericht über Scotty Gates. Er hat zuvor von Matthew erfahren, dass Scotty ein eingebranntes Herz auf dem Hintern habe, findet darüber jedoch keine Bemerkung im Bericht und erinnert sich, dass selbiges auch im Video nicht zu sehen war. Er fährt zu Moira und fragt sie, ob sie mit Scotty geschlafen habe, erhält aber eine abschlägige Antwort. Jedoch teilt Moira ihm etwas anderes bezüglich des Herzens mit, was der Zuschauer erst später erfährt.
Die finale Szene zeigt Romulus und Leppenraub in der U-Bahn. Joey Peasley steigt ein, bemerkt aber Romulus vorerst nicht. Leppenraub überreicht Joey einen Geldkoffer. Romulus macht sich bemerkbar und enthüllt, dass Joey das Video selbst gedreht und mit Sprachfetzen Leppenraubs unterlegt habe, um diesen zu demütigen und zu erpressen. Außerdem beschuldigt er ihn, der Drahtzieher der Angriffe auf ihn selbst zu sein, da er vorausgesehen habe, wie er reagieren würde. Ledbetter erleidet einen Anfall und sinkt zu Boden. Joey bemerkt, dass Romulus keine Beweise für seine Thesen hat.
An der nächsten Bahnstation steigt Matthew ein und erkennt Joey, glaubt jedoch, Scotty vor sich zu haben. Damit wird klar, dass Joey sich Matthew gegenüber als Scotty ausgegeben hat, in der berechtigten Hoffnung, dieser wiederum würde Romulus um Hilfe bitten. Joey sieht sich überführt und feuert einmal auf Romulus, verfehlt ihn aber. Dann wird er von den Mitreisenden überwältigt, bei denen es sich um Polizisten in Zivil handelt.
Man sieht Ledbetter und Leppenraub in einer Bar sitzen. Romulus enthüllt, dass Moira ihm mitgeteilt habe, dass sich auf Joeys Hintern ein Herz befände, aber nicht auf Scottys.
Ledbetter trifft seine Tochter, die ihn einlädt, bei seiner ehemaligen Frau und ihr, seiner Tochter, zu wohnen, was er aber dankend ablehnt.
Romulus wird im Filmverlauf außerdem wiederholt vom imaginären Erscheinen seiner Frau geplagt.

## Kritiken
Kirk Honeycutt schrieb in der Zeitschrift The Hollywood Reporter, der Film sei „absolut faszinierend“, „würde jedoch ohne Samuel L. Jackson wahrscheinlich nicht wirken“.
Das Lexikon des internationalen Films lobte die „brillante“ Darstellung von Samuel L. Jackson sowie die „überzeugende“ Jazz-Filmmusik. Die „psychotischen Schübe des Protagonisten“ seien „weniger plausibel“.

## Auszeichnungen
Tamara Tunie wurde im Jahr 2002 für den Independent Spirit Award nominiert.

## Hintergrund
Der Film wurde in New York City, in Toronto und in Pickering (Ontario) gedreht. Er hatte seine Weltpremiere am 19. Januar 2001 auf dem Sundance Film Festival. Der Film wurde in ausgewählten Kinos der USA vorgeführt, wo er ca. 687 Tsd. US-Dollar einspielte.